# 에스콘디다

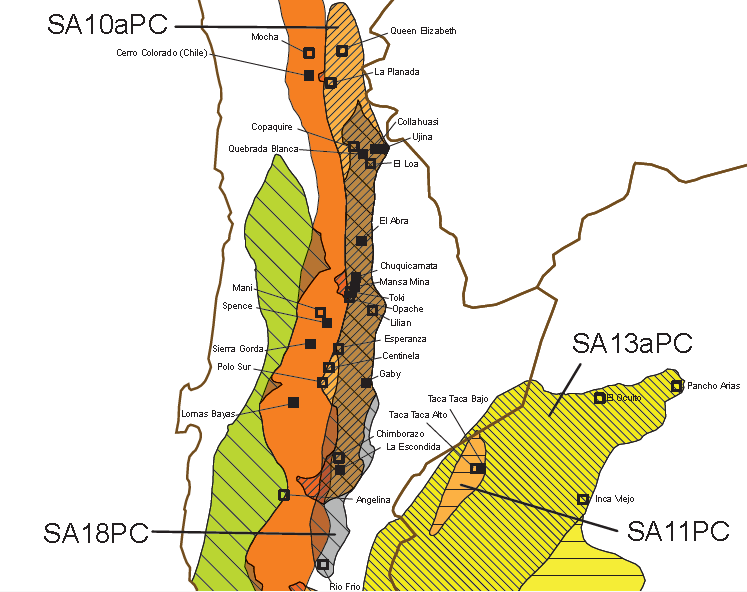
칠레의 라 에스콘디다와 추키카마타 구리 광산의 위치

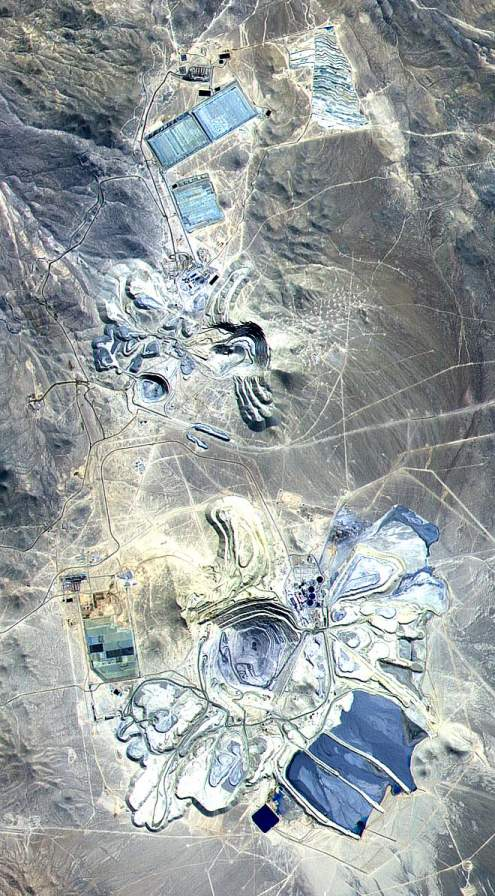
2000년 4월, 에스콘디다(하단)와 인접한 살디바르 광산(상단)의 위성 이미지 위색 사진

에스콘디다(Escondida)는 칠레 안토파가스타주의 아타카마 사막에 위치한 해발 3,100 미터 (10,200 ft)의 대규모 노천 구리 광산이다. 수십 년 동안 세계에서 가장 생산적인 구리 광산 중 하나였으며, 칠레의 구리 및 금 생산을 선도하는 광산이다. 2019년에는 광산과 그 부대 산업이 칠레 GDP의 2.5%에 기여한 것으로 추정되었다. 광산의 생산물은 대부분 정광 형태로 중국으로 수출된다.

## 지질학
에스콘디다 광상은 약 18 km 남북으로, 3 km 동서로 길게 늘어진 지역에 분포하는 반암 동 광상의 집합체 중 하나이며 길이 600 km의 서부 균열(Falla Oeste) 시스템과 관련이 있으며, 이 시스템은 다시 주요 칠레 반암 광상 대부분과 연관되어 있다. 곳곳에 최대 300 미터 두께의 황량하고 침출된 덮개가 주요 광체의 고품위 2차 천성 광물화 구역을 덮고 있으며, 이는 주로 휘동석과 코벨라이트로 구성되어 있고, 다시 변성되지 않은 황동석, 반동석, 황철석의 1차 광물화를 덮고 있다.

### 매장량
2007년 중반 기준으로 에스콘디다는 총 3,470만 톤의 구리 확인 및 추정 매장량을 보유하고 있었으며, 이 중 2,250만 톤이 회수 가능할 것으로 추정된다. 총 자원량(매장량 포함)은 5,760만 톤의 구리였으며, 이 중 3,300만 톤이 회수될 것으로 예상된다. 탐사는 계속되고 있다. 2019년 기준으로, 에스콘디다 및 인접 광상을 포함한 확인된 자원은 217억 톤이며 구리 함량은 0.54%이다. 광산과 부대 산업은 칠레 GDP의 2.5%에 기여한다.

## 운영
회수 가능한 구리 매장량의 77%를 차지하는 황화광은 두 개의 농축기 중 하나에서 분쇄되고 제련되며, 부유 선광을 이용하여 구리 농축물이 분리된다. 약 86%의 구리가 회수된다. 이는 콜로소 항구로 파이프를 통해 운반되며, 선적 전에 탈수된다. 회수 가능한 구리의 4%를 차지하는 산화광은 파쇄, 응집된 후 대형 더미에서 산 침출되며, 침출액에서 구리 음극으로 용매 추출/전기 회수 (SX/EW) 플랜트에서 구리가 회수된다. 회수율은 68%이다. 저품위 황화광은 회수 가능한 구리의 19%를 차지한다. 이 역시 파쇄되어 대형 더미에 쌓이지만, 여기서는 미생물에 의한 산화 작용을 통해 침출이 일어난다. 구리는 또한 SX/EW에 의해 회수된다.
2006년에는 3억 3,860만 톤(하루 92만 8천 톤)이 채굴되었으며, 이 중 2억 5,150만 톤은 폐기물과 산화광이었다. 황화광은 총 8,710만 톤, 즉 하루 23만 9천 톤이었다. 산 로렌조와 2000이라는 두 캠프는 매일 7천 명을 수용한다. 에스콘디다의 현재 구리 생산 능력은 연간 약 140만 톤으로, 세계에서 가장 큰 구리 광산이다.
2005년, 데그레몽 인더스트리는 하루 1,200만 갤런의 신선한 물을 생산할 수 있는 새로운 해수 역삼투압 플랜트를 설치해 달라는 요청을 받았다.
광산 운영을 위해서는 작업 인력 숙소 캠프와 현장 사무소 건설 서비스가 필요하며, 이와 관련하여 2012년 테크노 패스트는 에스콘디다 광산의 해당 작업 인력 숙소 캠프의 2단계 건설을 위해 고용되었다.
BHP는 에스콘디다 및 스펜스 광산(해발 1,640m) 운영을 위해 연간 3 TWh의 전력을 구매하며, 이곳의 태양 에너지는 연간 3,000 kWh/m2 이상이다.

## 같이 보기
- 추키카마타
- 엘 테니엔테
- 엘 살바도르 광산
- 로스 펠람브레스 광산
- 포트레릴로스, 칠레
- 차나르실로
- 엘 살바도르 광산